# Verbund
Verbund este cel mai mare producător și transportator de energie electrică din Austria.
Compania a avut o cifră de afaceri de peste 3,7 miliarde euro în anul 2008,
și obține peste 80% din producția de energie prin centralele hidroelectrice situate de-a lungul Dunării și în Alpi.
Compania intenționează să dezvolte un parc eolian de 201 MW în județul Tulcea, România, construcția urmând a fi demarată în iunie 2011.